# Karteroiulus niger
Karteroiulus niger är en mångfotingart som beskrevs av Carl Graf Attems 1909. Karteroiulus niger ingår i släktet Karteroiulus och familjen Parajulidae. Inga underarter finns listade i Catalogue of Life.